# Zoran Stanković

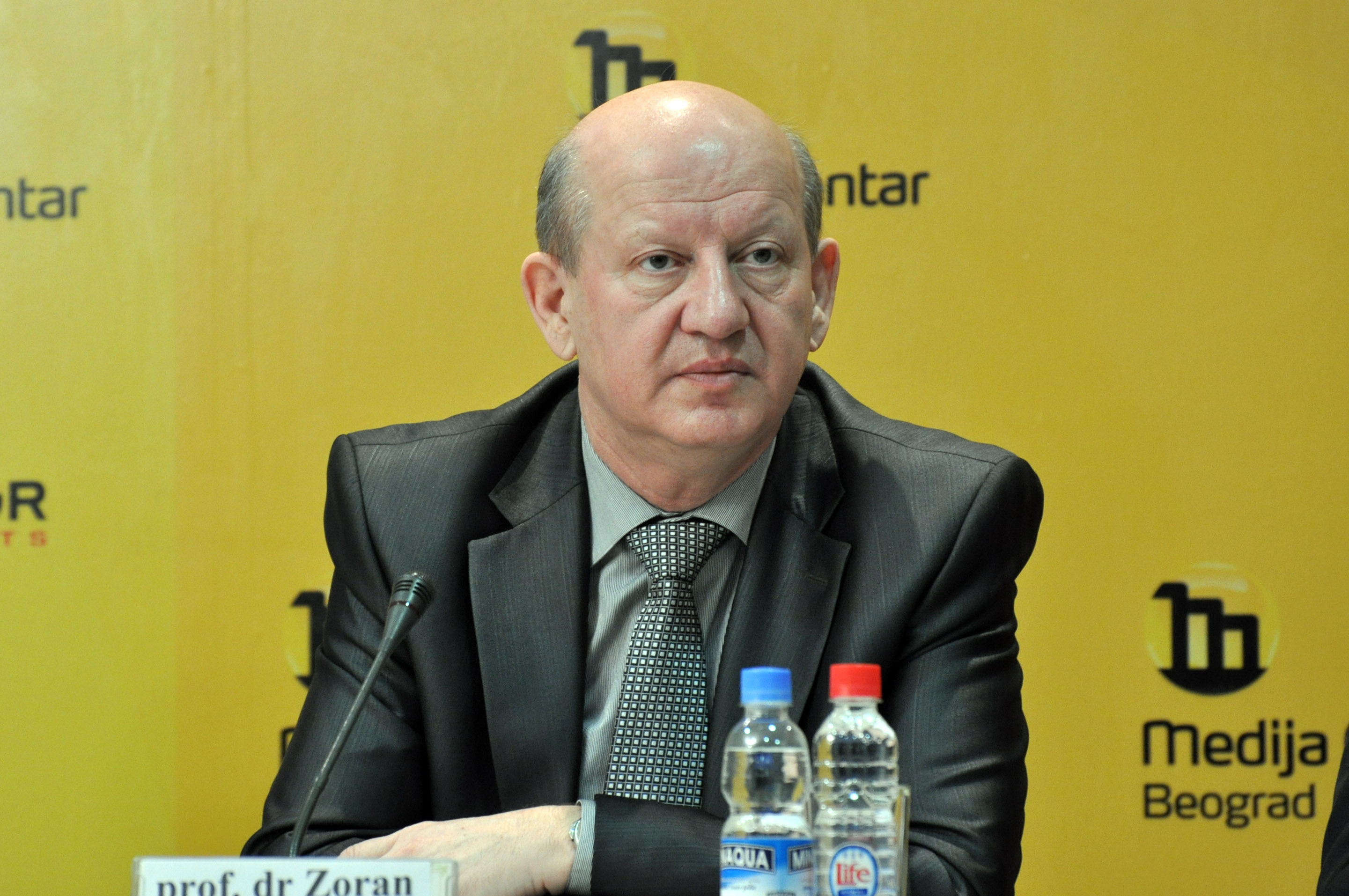
Zoran Stanković (2011)

Zoran Stanković (* 9. November 1954 in Tegovište, Opština Vladičin Han; † 5. Oktober 2021) war ein serbischer Arzt und Politiker.
Er studierte Medizin an der Universität Niš und wurde 1997 mit einer rechtsmedizinischen Arbeit über die rechtsmedizinische Begutachtung von Kriegstoten promoviert. Er war als Militärarzt tätig, wurde Leiter der rechtsmedizinischen Abteilung der Militärmedizinischen Akademie, erhielt eine Beförderung zum Generalmajor und war 2002 bis 2005 Direktor des Belgrader Militärkrankenhauses. Er war Mitglied der serbisch-montenegrinischen Wahrheitskommission.
Ab Oktober 2005 war er Verteidigungsminister von Serbien und Montenegro, dann bis 2007 von Serbien. Am 14. März 2011 wurde er als Nachfolger des zurückgetretenen Tomica Milosavljević zum Gesundheitsminister seines Landes ernannt. Er gehörte keiner Partei an, für das Amt des Gesundheitsministers wurde er von der Partei G17 Plus vorgeschlagen.
Stanković bezeichnete sich öffentlich als Freund von Ratko Mladić und besuchte diesen nach seiner Verhaftung im Mai 2011 in der Haft.
Er starb im Alter von 66 Jahren an den Folgen einer SARS-CoV-2-Infektion.